# Braciszów
Braciszów (cz. Vratišovy, niem. Bratsch) – wieś w Polsce położona w województwie opolskim, w powiecie głubczyckim, w gminie Głubczyce.
Miejscowość położona jest w Górach Opawskich na pograniczu z Płaskowyżem Głubczyckim.
Miejscowość znajduje się w Obszarze Chronionego Krajobrazu Rejon Mokre – Lewice. Leży na terenie Nadleśnictwa Prudnik (obręb Prudnik).

## Historia
Braciszów założony został w XIII w. w pobliżu wzgórza Huhlberg (433 m n.p.m.). Od najdawniejszych czasów na wzgórzu tym palono „świętojańskie ognie” i rzucano w powietrze płonące gałęzie.
Do głosowania podczas plebiscytu na Górnym Śląsku uprawnionych było w Braciszowie 788 osób, z czego 522, ok. 66,2%, stanowili mieszkańcy (w tym 505, ok. 64,1% całości, mieszkańcy urodzeni w miejscowości). Oddano 781 głosów (ok. 99,1% uprawnionych), w tym 781 (100%) ważnych; za Niemcami głosowało 781 osób (100%), a za Polską 0 osób (0,0%).

## Zabytki
Do wojewódzkiego rejestru zabytków wpisane są:
- kościół par. pw. św. Jana Nepomucena, pochodzi z 1779 roku – drugiej poł. XVIII wieku, został rozbudowany w 1863 r.
- plebania, z XIX w.

inne obiekty:
- park im. biskupa Antoniego Adamiuka
- Kopalnia Piaskowca „Braciszów” znajdująca się na wzgórzu Huhlberg (433 m n.p.m.)[7].